# アメリカ統合参謀本部最先任下士官

統合参謀本部徽章

アメリカ統合参謀本部最先任下士官 （アメリカとうごうさんぼうほんぶさいせんにんかしかん、英語: Senior Enlisted Advisor to the Chairman（SEAC））は、国防総省における軍人（制服組）の地位であり、アメリカ軍における最高位の下士官である。統合参謀本部最先任下士官は、下士官の問題についてスポークスマンとして、直接国防総省の高位の要員に進言するために、アメリカ統合参謀本部議長によって任命される。そのため、統合参謀本部議長とともに国防長官の直接的な指揮下にもある。統合参謀本部最先任下士官の主な仕事については、統合参謀本部議長によって異なるが、大抵の場合は国防総省内を移動しながら、下士官教育を監督することや軍人や軍人の家族への連絡業務である。任期については2年であり、統合参謀本部議長と同時であるが、実際はより長く勤務するために再任され、合計4年間勤務する可能性がある。初代の統合参謀本部最先任下士官は陸軍のウィリアム・ゲイニー最上級曹長である。現職者は海兵隊出身のデビッド・アイソムであり、2025年6月20日に就任した。

## 歴史

### 前史
伝統的に陸軍や海兵隊の本部、大規模部隊(大隊、連隊、旅団、師団、軍団、軍など）には上級曹長（Sergeant Major）の役職が置かれていた。また海軍や沿岸警備隊の艦艇や潜水艦にも伝統的に先任伍長（艦船ではCommand Master Chief、潜水艦ではChief of the boat）の役職が置かれていたが、海軍作戦部や沿岸警備隊司令部には置かれていなかった。海兵隊は、例外的に1801年から1946年まで最上級曹長の階級にある下士官が務める役職として存在し、その後、廃止されたが1957年5月23日に他の軍種と同等の階級に、海兵隊総司令官の、最先任下士官として海兵隊最先任上級曹長として復活した。
他の軍種では、ベトナム戦争中の1966年に陸軍最先任上級曹長の階級が、1967年に空軍最先任上級曹長と海軍最先任上級上等兵曹の階級が、1969年に沿岸警備隊最先任上級上等兵曹の階級が、それぞれ設置された。州兵に関しても、2003年に、同等の地位として州兵総局最先任下士官の役職が設置された。2019年12月20日に編制された宇宙軍には、2020年4月3日に宇宙軍最先任下士官の役職が任命され、2021年2月1日に現在の宇宙軍最先任上級曹長に改称された。こういった階級や役職は、総称して最先任下士官（senior enlisted advisors（SEAs））と呼ばれ、それぞれの陸軍兵士、海軍水兵、海兵隊員、空軍航空兵、宇宙軍兵士、沿岸警備隊隊員、州兵から、一度に1人しか、その階級や役職を保持することができない。
更には、近年になり、この階級や役職の独特な制度として、退職する予定の最先任下士官が、退職前の数週間にわたり「暫定休暇（transitional leave）」と言われるものを取得し、無報酬で自分の職務を後任者に引き継ぐ期間を設けている。これによって最先任下士官は退職までは法的にその地位にとどまり各種の権限を行使することが可能になると同時に、後任者と在任期間の重複を防ぐ形で職務の引継ぎが可能になる。
最先任下士官は、直属の参謀総長等や場合によっては他の参謀総長等に助言や決定を行う。最先任下士官の助言や決定は、その所属する下士官やその家族に大きな影響を与える場合が多く、証言をするために議会に、しばしば召喚される。

### 統合参謀本部最先任下士官
統合参謀本部最先任下士官は、2005年に当時の統合参謀本部議長ピーター・ペース海兵隊大将の下に設置された。この新たな役職は、軍種を超えた統合作戦に参加している下士官の全ての問題について統合参謀本部議長に直接的に助言する目的で設置された。

#### ピーター・ペース体制
ピーター・ペース大将は、2005年10月1日に陸軍からウィリアム・ゲイニー最上級曹長を初代の統合参謀本部最先任下士官に任命した。ゲイニー最上級曹長は2008年4月25日に退役するまで、統合参謀本部最先任下士官の地位にあった。ゲイニー最上級曹長は、30年を超える軍歴の中で、多くの統合作戦に参加してきた豊富な経験を持っていた。ゲイニー最上級曹長は、統合参謀本部最先任下士官に任命される直前の2003年5月9日から2005年9月30日までは、テキサス州フォート・フッドに所在する陸軍第3軍団の最上級曹長を務めていた。

#### マイケル・マレン体制
ピーター・ペース大将の後任の統合参謀本部議長マイケル・マレン海軍大将は、当時の海軍最上級兵曹長（Master Chief Petty Officer of the Navy）と相談し、統合参謀本部最先任下士官を任命しないこととした。プレスリリースによると、これはピーター・ペース大将に反発する決定ではなく、単にマイケル・マレン大将が統合参謀本部最先任下士官の必要性を感じないためであった。その後、2011年に後任の統合参謀本部議長マーティン・デンプシー陸軍大将が就任すると統合参謀本部最先任下士官の役職が復活した。

#### マーティン・デンプシー体制
マイケル・マレン大将の後任の統合参謀本部議長マーティン・デンプシー陸軍大将は、海兵隊のブライアン・バッタグリア最上級曹長を2代目の統合参謀本部最先任下士官に指名した。バッタグリア最上級曹長は2011年10月1日に、この役職に就任した。バッタグリア最上級曹長は、36年以上の軍歴を有し、海兵隊の様々なレベルの部隊で戦闘配置や下士官の人事を担当してきた。バッタグリア最上級曹長は、2015年12月11日まで統合参謀本部最先任下士官を務めた。

#### ジョセフ・ダンフォード体制
マーティン・デンプシー大将の後任の統合参謀本部議長ジョセフ・ダンフォード海兵隊大将は、陸軍のジョン・トラックセル最上級曹長を3代目の統合参謀本部最先任下士官に指名した。トラックセル最上級曹長は、2015年12月11日から2019年12月13日まで統合参謀本部最先任下士官を務めた。

#### マーク・ミリー体制
ジョセフ・ダンフォード大将の後任の統合参謀本部議長マーク・ミリー陸軍大将は、空軍のラモン・コロン・ロペス最上級曹長を4代目の統合参謀本部最先任下士官に指名した。ロペス最上級曹長は、2019年12月13日から統合参謀本部最先任下士官を務めている。

## 最先任下士官の一覧
2025年7月現在の各軍種における最先任下士官の一覧は、以下のとおりである。
| 軍種         | 職名                                                                                      | 現職                          |
| ------------ | ----------------------------------------------------------------------------------------- | ----------------------------- |
| 統合参謀本部 | 統合参謀本部最先任下士官（Senior Enlisted Advisor to the Chairman）                       | デビッド・アイソム, 海軍      |
| 陸軍         | 陸軍最先任上級曹長（Sergeant Major of the Army）                                          | マイケル・ワイマー            |
| 海兵隊       | 海兵隊最先任上級曹長（Sergeant Major of the Marine Corps）                                | カルロス・A・ルイス           |
| 海軍         | 海軍最先任上級上等兵曹（Master Chief Petty Officer of the Navy）                          | ジェームズ・ホネア            |
| 空軍         | 空軍最先任上級曹長（Chief Master Sergeant of the Air Force）                              | デビッド・フロシ              |
| 宇宙軍       | 宇宙軍最先任上級曹長（Chief Master Sergeant of the Space Force）                          | ジョン・ベンティヴェニャ      |
| 沿岸警備隊   | 沿岸警備隊最先任上級上等兵曹（Master Chief Petty Officer of the Coast Guard）             | ヒース・ジョーンズ            |
| 州兵総局     | 州兵総局最先任下士官（Senior Enlisted Advisor to the Chief of the National Guard Bureau） | ジョン・T・レインズ三世, 陸軍 |

## 任務と責任
統合参謀本部最先任下士官の権限は、統合参謀本部議長が持つ権限の全てに及ぶ。また、統合参謀本部最先任下士官は、アメリカ軍の全ての参謀総長等（陸軍参謀総長、海兵隊総司令官、海軍作戦部長、空軍参謀総長、宇宙軍作戦部長、沿岸警備隊長官、州兵総局長）のスポークスマンでもある。場合によっては、参謀総長等や文官、他国の軍隊の参謀総長等とミーティングを実施している下士官や他の最先任下士官のスポークスマンとなることもある。
なお、統合参謀本部最先任下士官は他の最先任下士官に対する指揮権は有していない。しかしながら、統合参謀本部最先任下士官は下士官による連絡体制（the NCO communication chain）に参加し、統合参謀本部議長と各最先任下士官の懸け橋として役割を果たす。
また、統合参謀本部最先任下士官は、各軍種を視察した際にはその軍種全体に影響を与える可能性のある問題を特定する役割がある。問題が特定された場合、その軍種の最先任下士官と協力して共通の解決策を見出し、可能であれば、その解決策を他の軍種とも共有する。そして、最近では統合軍においては、このような下士官の問題解決能力の強化を図るため、最先任下士官のポストを新設している。
- 統合参謀本部最先任下士官は、アメリカ軍の統合運用における下士官の統合、活用、能力開発に関する全ての問題について、統合参謀本部議長に助言する。
- さらに下士官の統合専門教育の開発や、統合運用における上級下士官の能力を最大限に活用することを任務とし、統合参謀本部議長の任務をサポートする。
- 統合参謀本部最先任下士官は、その機能や役割、職務を果たし、権限を行使する場合、または統合参謀本部に関する問題解決の際に、必要に応じ各軍種や各統合軍の最先任下士官に助言を求めることができる。
- 統合参謀本部最先任下士官は、各軍種や各統合軍の最先任下士官と定期的に会議を招集する。

## 徽章と階級章

### 徽章
陸軍から就任した統合参謀本部最先任下士官は、統合参謀本部議長補佐官の徽章をモチーフ（補佐官の徽章の上に乗った鷲を除いた部分。）とした特徴的な徽章を、直径が約１インチの金色の真ちゅう製の台座を使用し、通常は兵科徽章を着ける制服の襟の部分に着ける。さらには同じ徽章は、通常は部隊徽章を着ける制服の肩の部分に着けるとともに、ベレー帽、ギャリソンキャップ、プルオーバーセーターにも着ける。こちらの装着方法は陸軍最先任上級曹長（Sergeant Major of the Army）の徽章と同じように金色の真ちゅう製の台座を使用する。襟の部分に着ける徽章の装着方法は陸軍の下士官の兵科徽章と同様の仕組みになっており、陸軍最先任上級曹長（Sergeant Major of the Army）の徽章とも同様である。

### 階級章
2019年12月9日、統合参謀本部最先任下士官専用の階級章が発表され、その当時の在職者と将来の在職者は、以後その階級章を使用することになった。階級章のデザインは、その統合参謀本部最先任下士官が所属する軍種の最先任下士官（E-9）の階級章が基本となっているが、その階級章の中央に4つの星で囲まれた3本の矢を持った鷲がデザインされている。ウィリアム・ゲイニー最上級曹長とブライアン・バッタグリア最上級曹長の在職期間は、この階級章が発表されるよりも前だったため、それぞれの最上級曹長の階級を使用している。2019年末までに陸軍用と空軍用の2つの階級章が発表された。更に2020年中に海兵隊用の階級章も発表されている。以上の統合参謀本部最先任下士官の階級章は、アメリカ陸軍紋章研究所によってデザインされた。海軍用の階級章は、海軍が独自にデザインの考案、調整を行い2022年に発表された。2022年には宇宙軍が統合参謀本部最先任下士官の階級章のデザイン開発を開始している。

階級章
陸軍用 (2019–現行)
海兵隊用 (2020–現行)
海軍用 (2023–現行)
空軍用 (2019–現行)
宇宙軍用 (2023–現行)

## 地位と儀礼

### 旗
統合参謀本部最先任下士官（Senior Enlisted Advisor to the Chairman）、陸軍最先任上級曹長（Sergeant Major of the Army）、空軍最先任上級曹長（Chief Master Sergeant of the Air Force）、宇宙軍最先任上級曹長（Chief Master Sergeant of the Space Force）は、アメリカ軍において独自の旗の使用を許されている大将（General/Admiral）以外では唯一の軍人である。統合参謀本部最先任下士官の旗は、統合参謀本部議長のデザインに基づいたものであり、陸軍最先任上級曹長（Sergeant Major of the Army）の旗は、陸軍参謀総長のデザインに基づいたものである。統合参謀本部最先任下士官の旗は、中央のディスク部分を除いて青と白の二色から構成されており、右上の青と左下の白を分ける対角線が旗全体を通っている。

### 儀礼
統合参謀本部最先任下士官は、その特有の職務と地位にかかわらず下士官であるため、少尉以上の士官や准士官に敬意を表する義務がある。しかしながら、一般的に軍歴の短い下級士官は統合参謀本部最先任下士官に敬意を表している。そして、他の最先任下士官と同様に、統合参謀本部最先任下士官は式典等における席次、宿舎、駐車場、送迎等の面で全ての中将より優先されている。

## 給与
統合参謀本部最先任下士官は、他の7名の最先任下士官と同様に給与等級はE-9に属する。しかしながら、合衆国法典第37編第1009条 37 U.S.C. § 1009表第8に基づき統合参謀本部最先任下士官は、その在職期間や本人の軍歴にかかわらず月額$9,109.50（年額$109,314.00）に固定される。また、この基本給の他に通常の非課税手当と、統合参謀本部最先任下士官と他の7名の最先任下士官は合衆国法典第37編第414条 37 U.S.C. § 414(C)に基づき年間$2,000の特別の非課税手当を受給する権利がある。なお、仮に統合参謀本部最先任下士官に任命されずE-9の下士官として勤続した場合、軍歴40年目で給与は月額$8,752.50まで昇給することができる
。

## 歴代の統合参謀本部最先任下士官
| 代 | 写真 | 氏名                     | 階級                                        | 在任期間       | 在任期間       | 議長                                  | 所属   |
| 代 | 写真 | 氏名                     | 階級                                        | 着任           | 退任           | 議長                                  | 所属   |
| -- | ---- | ------------------------ | ------------------------------------------- | -------------- | -------------- | ------------------------------------- | ------ |
| 1  |      | ウィリアム・ゲイニー     | 最上級曹長（Command Sergeant Major（CSM）） | 2005年10月1日  | 2008年4月25日  | ピーター・ペース マイケル・マレン     | 陸軍   |
| 2  |      | ブライアン・バッタグリア | 最上級曹長（Sergeant Major(SgtMaj)）        | 2011年10月1日  | 2015年12月11日 | マーティン・デンプシー                | 海兵隊 |
| 3  |      | ジョン・トラックセル     | 統合参謀本部最先任下士官                    | 2015年12月11日 | 2019年12月13日 | ジョセフ・ダンフォード マーク・ミリー | 陸軍   |
| 4  |      | ラモン・コロン・ロペス   | 統合参謀本部最先任下士官                    | 2019年12月13日 | 2023年11月3日  | マーク・ミリー チャールズ・ブラウン   | 空軍   |
| 5  |      | トロイ・ブラック         | 統合参謀本部最先任下士官                    | 2023年11月3日  | 2025年6月20日  | チャールズ・ブラウン ダン・ケイン     | 海兵隊 |
| 6  |      | デビッド・アイソム       | 統合参謀本部最先任下士官                    | 2025年6月20日  | 現職           | ダン・ケイン                          | 海軍   |

## その他